# 夕刊三重
夕刊三重（ゆうかんみえ）は、三重県松阪市・多気郡で夕刊を発行している新聞である。発行元は三重県松阪市に本社を置く夕刊三重新聞社である。日本新聞協会および日本地域紙協議会に加盟している。

## 概要
宅配のほか店頭売りとなっており、松阪駅のベルマートキヨスク松阪と松阪市京町のフレックスホテルで実施されている。1部売り価格は100円。
宅配は松阪市・多気郡内の一部と度会郡大紀町と伊勢市に中日新聞・朝日新聞など1店ずつの新聞店で取り扱っており、月極め2,000円、電子版は単独1,650円、電子版と紙媒体併読は2,550円である。
「犬の三つ子誕生」など、ローカル色の強い三重県のニュースを掲載している。松阪市周辺では全国紙よりも強い勢力を持つとされる。

## 沿革
- 1949年（昭和24年）：「勢南新聞」（旬刊）創刊
- 1951年（昭和26年）：週刊に
- 1953年（昭和28年）：日刊紙「夕刊松阪」となる
- 1956年（昭和31年）：「夕刊三重新聞」に改題
- 1962年（昭和37年）：現題号「夕刊三重」になる
- 1972年（昭和47年）：松阪市殿町の旧社屋完成
- 1996年（平成8年）：松阪市外五曲町の新社屋に移転
- 1999年（平成11年）：創刊50年記念号発行する
- 2000年（平成12年）：紙面の完全デジタルプリプレスを実施
- 2002年（平成14年）：日本新聞協会に加盟

## 番組欄
フルサイズ
- NHK総合、NHK Eテレ、東海テレビ、CBCテレビ、メ〜テレ、中京テレビ

ハーフサイズ
- 三重テレビ、テレビ愛知

1/4サイズ
- NHK BS1、NHK BSプレミアム